# علي الشمسي باشا
علي باشا الشمسي هو وزير سابق مصري من أصل تركي.

## حياته
ولد في عام 1885 في مصر وجدوده من أصل تركي شركسي.

## عائلته
تولي العديد من جدوده مناصب هامة في الدولة العثمانية وفي مصر في عصر أسرة محمد علي. كان أحد أجداده مساعد شخصي لمحمد علي الكبير. كما أنه الجيل الرابع من أسرة بها العديد من الضباط.
والده هو أمين باشا الشمسي وهو أحد كبار رجال الصناعة في مصر في القرن الماضي. و كان والده يدعم ثورة عرابي وكان نائباُ في البرلمان المصري حتى وفاته في عام 1913.

## دوره في السياسة
جلس على مقعد والده في البرلمان في عام 1914 وكان ينادي أن الشعب المصري هو مزيج من الأقباط والفلاحين المصريين والبدو والشركس والأتراك والبلقانيين والعراقيين والأكراد والنوبيين.

### نفيه
نفاه اٌنجليز إلى أوروبا لخوفهم من ميوله التركية أثناء الحرب العالمية الأولى ولكنه عاد من المنفى وتولي وزارة المالية ثم وزارة التعليم في عهد حكومة سعد زغلول

### مناصبه
بجانب الوزراة كان أول مندوب مصري في عصبة الأمم. كما كان أول رئيس مصري غير بريطاني في البنك الأهلي المصري. كما عمل في عدد من مجالس إدارات الشركات العالمية مثل الشركة العالمية لقناة السويس بفرنسا حتى تأميمها.

### حياته الشخصية
تزوج من سويسرية في عام 1928.

## وفاته
توفي في فبراير 1962

## علاقاته السياسية
أبناء عمومة علي باشا الشمسي تم سجنهم بسبب نشاطهم السياسي مثل حسين ذو الفقار صبري وعلي صبري.

## إنظر أيضاً
- الشركس